# ایک ون نس
ایک ون نس (انگلیسی: Eeke van Nes؛ زادهٔ ۱۷ آوریل ۱۹۶۹) ورزشکار روئینگ اهل پادشاهی هلند است.
وی در مسابقات کشوری و بین‌المللی در مجموع برندهٔ ۴ مدال نقره، ۳ مدال برنز شده‌است.